# Teselskabet i Boston
Teselskabet i Boston var en aktion den 16. december 1773, hvor en gruppe modstandere af det britiske imperium smed 342 kasser te i havnen i Boston i Massachusetts.

## Årsagen til teselskabet
I 1766 blev Charles Townshend engelsk finansminister. I maj 1767 kom han med tre lovforslag om de amerikanske kolonier: Ét om opløsningen af den lovgivende forsamling i New York indtil kolonierne havde opfyldt indkvarteringsloven, ét om oprettelsen af et særligt tolddepartement for kolonierne og ét om indførelsen af en kolonial stempellov. Den sidste lov skulle give ekstra skatter på mere end 40.000 pund til det britiske imperium. Disse penge skulle bruges på aflønning af de kongelige guvernører og dommere i kolonierne.
| Navn                                  | Vægt    | Skat                        |
| ------------------------------------- | ------- | --------------------------- |
| Kron-, spejl- flint- eller hvidt glas | 50,8 kg | fire shilling og otte pence |
| Mønje                                 | 50,8 kg | to shilling                 |
| Flaskeglas                            | 50,8 kg | en shilling                 |
| Blyhvidt                              | 50,8 kg | to shilling                 |
| Maling                                | 50,8 kg | to shilling                 |
| Te                                    | 0,5 kg  | tre pence                   |
| Rispapir                              | pr. ark | tolv shilling               |

Loven omhandlede også tobak, indigo, visse træsorter, kakaobønner og vin.
De nye skattelove gjorde amerikanerne meget vrede. Især skatten på te fik Frihedens sønner til at gøre oprør mod de britiske tropper, der var udstationeret i Boston. Da volden i Boston tog til, besluttede den engelske regering at udstationere flere soldater i kolonierne, og de nye soldater var et oplagt mål for Frihedens sønner.
Stridighederne faldt igen lidt ned indtil 1773, hvor den britiske regering fremsatte en ny lov om te. Det engelske kompagni, der stod for handel med te, Det ostindiske Kompagni, bad om et lån på ½ million pund sterling for at kunne holde dørene åbne. Kompagniet ville i løbet af 1773 få 31 millioner pund te i sit pakhus i London, men det ville kunne afsætte 13 millioner af dem. Derfor bad kompagniet den engelske regering om at få lov til at undgå de sædvanlige skatter og, som de eneste sælge sin te uden om Townshends-skatten.
Den nye te-lov havde fire fordele:
- 1) Det ostindiske Kompagni ville lettere kunne sælge sine varer, da det havde den billigste te.
- 2) Det ville kunne udkonkurrere smuglerne, som før i tiden havde den billigste te og derved øge salget af legal te.
- 3) Den engelske toldindtægt ville derfor stige, da man stadig skulle betale 3 pence i told i modsætning til de 1 shilling og 3 pence, der skulle betales før.
- 4) Det ostindiske Kompagni ville øge sin indtægt og derved stabilisere sin økonomi.

Planen virkede skudsikker, men da kolonierne hørte om den nye engelske lov, lød der store protester især fra Frihedens sønner, der bestod af handelsmænd og ikke ønskede at blive udkonkurreret. Derfor besluttede de at gøre oprør mod regeringens nye lov.

## Aktionen den 16. december
Den 16. december 1773 stormede en gruppe af Frihedens Sønner ud fra ”Old South Meeting House” i Boston, og forklædt som Mohawks stormede de skibene Dartmouth, Eleanor og Beaver. Mændene tømte skibenes lastrum for al den te, de kunne finde og kastede den i Bostons havn. Efter at de havde smidt 342 kasser te i havnen, vaskede de skibenes dæk og bad 1. styrmanden om at fortælle, at de kun havde ødelagt teen og ikke andet.
Da kong George 3. af Storbritannien hørte om, hvordan Frihedens Sønner havde ødelagt teen, indførte han en række nye love, der blokerede Bostons havn for skibe og begrænsede Massachusetts' selvstyre. Ud over det gav kongen London lov til at udpege koloniernes regering, dommere og politiembedsmænd. Én af de nye love gav bl.a. soldater lov til at blive indkvarteret i private hjem.